# 覺鑁
覺鑁（日语：覚鑁／かくばん，羅馬化：Kakuban，1095年7月21日—1144年1月18日），日本真言宗高僧，新義真言宗開祖。出生於肥前國（今佐賀縣），相傳為平將門的族胤。  

## 生平
大治五年（1130年），覺鑁於高野山創建傳法院，後來受敕兼任金剛峰寺座主。弘安九年（1286年），他將傳法院遷至今和歌山縣那賀郡岩出町，並獨立為新義真言宗，吸引眾多學僧，宗風興盛一時。  
康治二年（1144年），覺鑁於根來寺圓寂，享年四十九歲。元祿三年（1690年），東山天皇追諡其為興教大師（こうぎょうだいし）。  

## 著作
覺鑁著有多部佛教經論，代表作品包括：
《密嚴院發露懺悔文》、
《五輪九字明祕密釋》、
《心月輪祕釋》、
《阿彌陀祕釋》。